# Polina Semjonowna Winogradskaja
Polina Semjonowna Winogradskaja (russisch Полина Семёновна Виноградская; * 1897; † 1970) war eine sowjetische Soziologin, Frauenrechtlerin und spätere Bibliothekarin.
Winogradskaja schloss sich 1917 den Bolschewiki an. 1920 bis 1921 saß sie im Zentralkomitee in der Abteilung der Arbeiterinnen. Sie war an der Organisierung der ersten internationalen Frauenkonferenz beteiligt und gab die Zeitschrift „Kommunistka“ (Die Kommunistin) heraus.
Winogradskaja war Mitglied des Schenotdel (eine Einrichtung, die sich der Revolutionierung der Geschlechterordnungen verschrieben hatte) und bis 1929 der Linken Opposition gegen den Stalinismus. 1937 wurde ihr Lebensgefährte Jewgeni Preobraschenski zum Tode verurteilt und erschossen.
Polinas 1964 verstorbene Schwester Sofija Winogradskaja war eine kommunistische Schriftstellerin.